# Гарабонциаш (мађарска митологија)
Гарабонциаш је према старомађарском веровању, шармантан, врачев вешт у ђаволском занату, особа која подржава олује, најчешће ученик мађарске паганске религије. Митска фигура спојена из синкретизма средњовековних популарних хришћанских веровања и паганизма. Особа која се често приказује као сиромашан или посебно обучен луталица или путујући студент, са дугим црним огртачем и најчешће магичном књигом или текстуалним приручником магије гриморијумом.
У веровањима више суседних народа и народности у Мађарској (словенских, немачких и румунских) лик сличан ђаку из Гарабонца јавља се понегде са сличним именима (српскохрв. гарабанцијаш дијак), у другим различитим именима (рум. : solomonar).
Старији елемент је демон олује (Вилдер Јагер) који показује карактеристике сличне германском Один-Вотану, талтошу у мађарском веровању.
Могу се уочити знаци замршених интеракција сродних веровања. Народна искуства везана за путујуће ученике и ђаке (голијар, вагана, фахендер шоласт), њихово образовање (латински језик -> језик деака, „deáku“), њихово знање, њихове безазлене подвале, запажање и искуство, и према логици формирања легенде, очигледно је одиграо улогу у њеном развоју натприродно их увећавајући, изобличавајући их у ђаволске. Такође, амалгамација карактеристика и прича сличних старијих, митских људи, као што су Талтоши, што чини облик мађарских Гарабонција јединственим. (Рађање са зубима, борба у животињском облику, главна храна му је млеко, ...)
Основа мотива магичне књиге, с обзиром на веома високу цену књига у то време, може бити књига сећања популарна међу студентима који путују, у коју су страни професори, познате личности, колеге студенти, рођаци и пријатељи писали комплименте, путописна мудрост, омиљени цитати са понекад шареним сликама током њихових путовања и студија, украшавајући их сликама на води.
Даља паралела су вести и сећање на лекаре темпестариуса или темпестатума, који уцењују преваранте који изнуђују мењају време, највише су деловали у јужној Француској, северној Италији и јужној Немачкој.

## Порекло имена
Термин Гарабонциаш је познат још од 1519. године. Габор Сарваш је објаснио његово порекло. Према његовим речима, гарабонца („магија“), која се може сматрати основом, произилази из старе италијанске речи граманзиа („чаролија“), која је у скраћеном облику за некроманцију, латинску некромантиа, и грчку νεκρομαντια („прорицање путем мртвих“). Ово значи „призивач мртвих“, „призивач духова“, или врач који делује уз помоћ душа умрлих. Због популарне етимолошке забуне, постао је познат као „Schwarzkünstler“ или „ученик црне уметности“ међу Словенима.
Треба напоменути да се све ово односи само на порекло речи, али праксе које се приписују Гарабонциашима не укључују призивање мртвих или прорицање. Штавише, у новије време, Гарабонциаш студент се понекад погрешно користи као синоним за студенте луталице, очигледно под претпоставком да Гарабонциаш значи луталица.

## Њихове праксе и други мотиви
- Школа чаробњака. Такође га разликује од талтоша то што су Гарабонсиаши учили његову науку у школи.
- Дочарани предмети и створења из магичне књиге (на пример, змај). Према другим верзијама, као резултат читања из књиге, она излази из воде, из језера.
- Често неовлашћено лице чита његову магичну књигу, што доводи до разних компликација. На пример, левитација, изненадан транспорт на удаљено место или опасна животиња која се појављује у књизи.
- Змај, јаше џиновску змију.
- Уз помоћ брезе контролише време и ветар. Занимљиво је да је у мађарском свету веровања, бреза обично талисман.
- Гарабонциаш зна да скаче на дочараног змаја и лети изнад села на његовим леђима. Змајев реп ствара огромну олују са ветром, обара кров куће, а као резултат тога, сељак трпи највећу штету. Према другој верзији, млеко власника се претвара у крв, или у њему расте жаба.
- У границама села где звоно звони лед не може да уништи усеве.[8]
- Борба међу собом у облику животиње, на пример бика. Због тога се најчешће јављају олује и град.
- На талтоша подсећа и мотив по коме његов штап својом магијом расте до месеца. Пење се у облаке.